# Huub Strous
Hubertus Gerardus Marie (Huub) Strous (Roermond, 12 mei 1943 – Meijel, 8 juli 2016) was een Nederlands politicus van de KVP en later het CDA.
Hij is aan de Universiteit van Amsterdam afgestudeerd in de rechten en ging in 1970 werken bij het ministerie van Binnenlandse Zaken waar hij vooral bezig was met de juridische aspecten van gewestvorming. In april 1975 werd hij benoemd tot burgemeester van de toenmalige Limburgse gemeente Klimmen. Daarnaast was hij vanaf maart 1980 tot 1 januari 1982 waarnemend burgemeester van de gemeente Wittem. Op die laatste datum fuseerden de gemeenten Klimmen en Voerendaal tot de nieuwe gemeente Voerendaal waarvan hij de burgemeester werd en zou blijven tot 1 januari 2005. Strous overleed midden 2016 op 73-jarige leeftijd.